# GJ 3021 b
GJ 3021 b är en Jupiterlik exoplanet eller möjligen en brun dvärg som kretsar kring stjärnan HD 1237 (GJ 3021). Avståndet från GJ 3021 b till HD 1237 är ungefär 0,5 AU. Den har en massa som är drygt tre gånger större än Jupiters och fick beteckningen GJ 3021 b. 
| Planet    | Massa        | Halv storaxel (AE) | Siderisk omloppstid (d) | Excentricitet | Inklination | Radie |
| --------- | ------------ | ------------------ | ----------------------- | ------------- | ----------- | ----- |
| GJ 3021 b | 3,37±0,09 MJ | 0,49               | 133,71±0,2              | 0,511±0,017   | –           | –     |